# Rząśnik (województwo dolnośląskie)
Rząśnik (niem. Schönwaldau) – wieś w Polsce położona w województwie dolnośląskim, w powiecie złotoryjskim, w gminie Świerzawa, na Pogórzu Kaczawskim w Sudetach, u podnóża Gór Kaczawskich. Wymieniana pierwszy raz ok. 1267.

## Podział administracyjny
| SIMC    | Nazwa     | Rodzaj    |
| ------- | --------- | --------- |
| 0192784 | Posępsko  | część wsi |
| 0192790 | Sądrecko  | część wsi |
| 0192809 | Szczechów | część wsi |

W latach 1945–1954 siedziba gminy Rząśnik. W latach 1975–1998 miejscowość położona była w województwie jeleniogórskim.

## Zabytki
Do wojewódzkiego rejestru zabytków wpisane są:
- kościół filialny pw. Świętej Trójcy, z przełomu XIV/XV w., pierwszej połowy XVIII w., późnogotycki, zbudowany w miejscu starszego, który był wymieniany już w 1368. Krzyżowo-żebrowe sklepienie prezbiterium, kamienne sakramentarium, zworniki i wsporniki. Barokowy drewniany i polichromowany strop nawy. Ołtarze w stylu regencji[8]
- cmentarz przykościelny
- dawna plebania, z połowy XVIII w.
- zrujnowany zespół pałacowy z 1734 r.[9] wraz z parkiem

inne:
- dom modlitwy - z 1748 r. przeniesiony do Łomnicy.